# Zračna luka Vrsar
Zračna luka Vrsar (ili Vrsar/Crljenka) je zračna luka civilnog zrakoplovstva. Nalazi se oko 2 km jugoistočno od Vrsara.
Uzletno-sletna staza je dužine 700 m i širine 18 m. Orijentirana je pravcem sjever-jug (oznaka staze 36-18). Nadmorska visina zračne luke je 37 m. Pragovi piste su na 42,3 m.n.v. na sjeveru (139') i 33,2 m.n.v. (109') na jugu, tako da s visinskom razlikom od 9,1 m (10') pista ima nagib od 1,9° odnosno 1,3 %. Podloga piste, rulnica i platforme je asfaltna.
Zračna luka Vrsar izgrađena je 1976. godine. Opremljena je za prihvat i održavanje manjih zrakoplova: ima crpku za gorivo, hangar, servis zrakoplova, restoran i carinsku ispostavu. Operater je North Adria Aviation iz Vrsara. Navigacijske servise (plan leta, meteorološka situacija i kontrola zračnog prometa) operater obavlja preko zračne luke Pula.
Namijenjena je za povremeni zračni promet, a obuhvaća sljedeće aktivnosti:
- Prihvat i održavanje manjih zrakoplova
- Panoramski letovi preko Istre
- Taksi letovi do domaćih i inozemnih zračnih luka
- Sportski letovi (padobranstvo, obuka i natjecanja)
- Letovi medicinske službe i službe spašavanja
- Letovi vatrogasne službe
- Letovi za oglašavanje (bacanje letaka i vučenje transparenata)

Zračna luka je registrirana za domaći i inozemni zračni promet. Za inozemni zračni promet zračna luka je otvorena od travnja do studenog.
Kod aerodroma se nalazi spomen obilježje Draganu Garvanu i Dragutinu Bariću, u Domovinskom ratu poginulim pripadnicima Hrvatskog ratnog zrakoplovstva i protuzračne obrane koji su 21. prosinca 1991. mučki ubijeni prilikom zračnog napada Jugoslavenske vojske na aerodrom Crljenka. "Zvončići" kazetne bombe nalaženi su i 21 godinu poslije u blizini športske zračne luke.
U Vrsaru je od 3. do 12. rujna 1998. godine održano XXIV. svjetsko prvenstvo u padobranstvu, na kojemu je sudjelovalo 245 natjecatelja.
| Zračna luka Vrsar                                  | Zračna luka Vrsar  | Zračna luka Vrsar                 | Zračna luka Vrsar |
| -------------------------------------------------- | ------------------ | --------------------------------- | ----------------- |
|                                                    |                    |                                   |                   |
| Pogled iz zraka iznad Limskog kanala prema sjeveru | Prostor za putnike | Dio platforme, s crpkom za gorivo | Carinska služba   |

## Vanjske poveznice
- Zračna luka Vrsar na Istarskoj enciklopediji
- Aeronautičke karte Sky Vector (en.)
- Podatci o zračnoj luci Vrsar na The Great Circle Mapper (en.)